# Judo op de Olympische Zomerspelen 2000
Judo is een van de sporten die beoefend werden tijdens de Olympische Zomerspelen 2000 in Sydney.
Weer was Japan het meest succesvolle land.
Voor Nederland wint Mark Huizinga een gouden medaille. De Belgische vrouwen judoka’s winnen twee bronzen medailles in de persoon van Ann Simons en Gella Vandecaveye.

## Mannen

### extra lichtgewicht (tot 60 kg)
| rang   | sporter         | land       |
| ------ | --------------- | ---------- |
| Goud   | Tadahiro Nomura | Japan      |
| Zilver | Jung Bu-Kyung   | Zuid-Korea |
| Brons  | Aidyn Smagulov  | Kirgizië   |
| Brons  | Manolo Poulot   | Cuba       |

### halflichtgewicht (tot 66 kg)
| rang   | sporter             | land      |
| ------ | ------------------- | --------- |
| Goud   | Hüseyin Özkan       | Turkije   |
| Zilver | Larbi Benboudaoud   | Frankrijk |
| Brons  | Girolamo Giovinazzo | Italië    |
| Brons  | Giorgi Vazagasjvili | Georgië   |
|        |                     |           |
| -      | Javier Wanga        | ARU       |

### lichtgewicht (tot 73 kg)
| rang   | sporter            | land        |
| ------ | ------------------ | ----------- |
| Goud   | Giuseppe Maddaloni | Italië      |
| Zilver | Tiago Camilo       | Brazilië    |
| Brons  | Anatoly Laryukov   | Wit-Rusland |
| Brons  | Vsevolods Zeļonijs | Letland     |

### halfmiddengewicht (tot 81 kg)
| rang   | sporter         | land       |
| ------ | --------------- | ---------- |
| Goud   | Makoto Takimoto | Japan      |
| Zilver | Cho In-Chul     | Zuid-Korea |
| Brons  | Nuno Delgado    | Portugal   |
| Brons  | Aleksei Budõlin | Estland    |

### middengewicht (tot 90 kg)
| rang   | sporter               | land      |
| ------ | --------------------- | --------- |
| Goud   | Mark Huizinga         | Nederland |
| Zilver | Carlos Honorato       | Brazilië  |
| Brons  | Frédéric Demontfaucon | Frankrijk |
| Brons  | Ruslan Mashurenko     | Oekraïne  |

### halfzwaargewicht (tot 100 kg)
| rang   | sporter           | land      |
| ------ | ----------------- | --------- |
| Goud   | Kosei Inoue       | Japan     |
| Zilver | Nicolas Gill      | Canada    |
| Brons  | Yuri Stepkine     | Rusland   |
| Brons  | Stéphane Traineau | Frankrijk |

### zwaargewicht (boven 100 kg)
| rang   | sporter            | land      |
| ------ | ------------------ | --------- |
| Goud   | David Douillet     | Frankrijk |
| Zilver | Shinichi Shinohara | Japan     |
| Brons  | Indrek Pertelson   | Estland   |
| Brons  | Tamerlan Tmenov    | Rusland   |

## Vrouwen

### superlichtgewicht (tot 48 kg)
| rang   | sporter             | land      |
| ------ | ------------------- | --------- |
| Goud   | Ryoko Tamura        | Japan     |
| Zilver | Lioubov Brouletova  | Rusland   |
| Brons  | Anna-Maria Gradante | Duitsland |
| Brons  | Ann Simons          | België    |

### halflichtgewicht (tot 52 kg)
| rang   | sporter         | land        |
| ------ | --------------- | ----------- |
| Goud   | Legna Verdecia  | Cuba        |
| Zilver | Noriko Narazaki | Japan       |
| Brons  | Kye Sun-hui     | Noord-Korea |
| Brons  | Yuxiang Liu     | China       |

### lichtgewicht (tot 57 kg)
| rang   | sporter          | land      |
| ------ | ---------------- | --------- |
| Goud   | Isabel Fernández | Spanje    |
| Zilver | Driulis González | Cuba      |
| Brons  | Kie Kusakabe     | Japan     |
| Brons  | Maria Pekli      | Australië |

### halfmiddengewicht (tot 63 kg)
| rang   | sporter              | land       |
| ------ | -------------------- | ---------- |
| Goud   | Séverine Vandenhende | Frankrijk  |
| Zilver | Shufang Li           | China      |
| Brons  | Jung Sung-Sook       | Zuid-Korea |
| Brons  | Gella Vandecaveye    | België     |

### middengewicht (tot 70 kg)
| rang   | sporter         | land             |
| ------ | --------------- | ---------------- |
| Goud   | Sibelis Veranes | Cuba             |
| Zilver | Kate Howey      | Groot-Brittannië |
| Brons  | Cho Min-Sun     | Zuid-Korea       |
| Brons  | Ylena Scapin    | Italië           |

### halfzwaargewicht (tot 78 kg)
| rang   | sporter                | land      |
| ------ | ---------------------- | --------- |
| Goud   | Lin Tang               | China     |
| Zilver | Céline Lebrun          | Frankrijk |
| Brons  | Simona Marcela Richter | Roemenië  |
| Brons  | Emanuela Pierantozzi   | Italië    |

### zwaargewicht (boven 78 kg)
| rang   | sporter          | land       |
| ------ | ---------------- | ---------- |
| Goud   | Hua Yuan         | China      |
| Zilver | Daima Beltrán    | Cuba       |
| Brons  | Kim Seon-Young   | Zuid-Korea |
| Brons  | Mayumi Yamashita | Japan      |

## Medaillespiegel
| Plaats | Land             | NOC    | Goud | Zilver | Brons | Totaal |
| ------ | ---------------- | ------ | ---- | ------ | ----- | ------ |
| 1      | Japan            | JPN    | 4    | 2      | 2     | 8      |
| 2      | Frankrijk        | FRA    | 2    | 2      | 2     | 6      |
| 3      | Cuba             | CUB    | 2    | 2      | 1     | 5      |
| 4      | China            | CHN    | 2    | 1      | 1     | 4      |
| 5      | Italië           | ITA    | 1    | 0      | 3     | 4      |
| 6      | Nederland        | NED    | 1    | 0      | 0     | 1      |
| 6      | Spanje           | ESP    | 1    | 0      | 0     | 1      |
| 6      | Turkije          | TUR    | 1    | 0      | 0     | 1      |
| 9      | Zuid-Korea       | KOR    | 0    | 2      | 3     | 5      |
| 10     | Brazilië         | BRA    | 0    | 2      | 0     | 2      |
| 11     | Rusland          | RUS    | 0    | 1      | 2     | 3      |
| 12     | Canada           | CAN    | 0    | 1      | 0     | 1      |
| 12     | Groot-Brittannië | GBR    | 0    | 1      | 0     | 1      |
| 14     | België           | BEL    | 0    | 0      | 2     | 2      |
| 14     | Estland          | EST    | 0    | 0      | 2     | 2      |
| 16     | Australië        | AUS    | 0    | 0      | 1     | 1      |
| 16     | Duitsland        | GER    | 0    | 0      | 1     | 1      |
| 16     | Georgië          | GEO    | 0    | 0      | 1     | 1      |
| 16     | Kirgizië         | KGZ    | 0    | 0      | 1     | 1      |
| 16     | Letland          | LVA    | 0    | 0      | 1     | 1      |
| 16     | Noord-Korea      | PRK    | 0    | 0      | 1     | 1      |
| 16     | Portugal         | POR    | 0    | 0      | 1     | 1      |
| 16     | Roemenië         | ROU    | 0    | 0      | 1     | 1      |
| 16     | Oekraïne         | USA    | 0    | 0      | 1     | 1      |
| 16     | Wit-Rusland      | BLR    | 0    | 0      | 1     | 1      |
| Totaal | Totaal           | Totaal | 14   | 14     | 28    | 56     |